# Wyznawcy
Wyznawcy (ang. Believers) – film fabularny (dreszczowiec) produkcji amerykańskiej z 2007 roku, wyreżyserowany przez Daniela Myricka, współtwórcę horroru The Blair Witch Project (1999).

## Opis fabuły
Film przedstawia historię dwóch sanitariuszy, którzy zostają uprowadzeni przez członków pewnej sekty o nazwie Quanta, która nieodparcie wierzy w nadchodzący koniec świata. Członkowie owej sekty uważają, że ludzkość od zagłady może uchronić poświęcenie, jakim jest zbiorowe samobójstwo.

## Obsada
- Johnny Messner jako David Vaughn
- Jon Huertas jako Victor Hernandez
- Deanna Russo jako Rebecca
- Saige Ryan Campbell jako Libby
- Elizabeth Bogush jako Deborah
- Erik Passoja jako Io
- Carolyn Hennesy jako Lina Vance
- June Angela jako Mara
- Daniel Benzali jako Nauczyciel

i inni